# Selkirkiella michaelseni
Selkirkiella michaelseni là một loài nhện trong họ Theridiidae.
Loài này thuộc chi Selkirkiella. Selkirkiella michaelseni được Eugène Simon miêu tả năm 1902.